# Nordre Flint
Nordre Flint är ett grund i Danmark.   Det ligger i Region Hovedstaden, 18 km öster om Köpenhamn. 
Nordre Flint ligger drygt 4 km öster om Saltholm vid farleden Flintrännan i Öresund och har tidigare haft ett fyrskepp.